# Eucarta amethystina
Eucarta amethystina là một loài bướm đêm trong họ Noctuidae.